# Burgstall Buschelberg (Bocksberg)
Der hochmittelalterliche Burgstall Buschelberg liegt etwa 200 Meter südlich der Burgruine Bocksberg (Gemeinde Laugna, Landkreis Dillingen an der Donau, Schwaben) über dem Laugnatal. Das gut erhaltene Bodendenkmal wird vom Wald geschützt und ist frei zugänglich.

## Geschichte
Der stattliche Turmhügel (Motte) könnte eine Vorgängeranlage der nahen Burg Bocksberg gewesen sein. Auch die Funktion als Sitz eines der Dienstmannen der wohl ursprünglich edelfreien Herren von Bocksberg wäre in Betracht zu ziehen. Allerdings fehlen eindeutige Hinweise zur Geschichte und Funktion der Anlage in den ortsgeschichtlichen Quellen.

## Beschreibung
Das Bodendenkmal besitzt die typische abgeflachte Kegelform einer hochmittelalterlichen Turmhügelburg. Ungewöhnlich ist hier allerdings die Hanglage des Hauptburgkegels, der im Westen und Norden von einem Hanggraben umlaufen wird. Im Norden ist zusätzlich ein niedriger Randwall, im Westen eine geräumige Terrasse vorgelagert. Die Terrasse liegt etwa auf halber Hanghöhe, anschließend fällt das Gelände sehr steil ab. 
Nach Osten trennt eine breite Senke die Burg vom Hinterland ab. Der zweifellos einst vorhandene Halsgraben ist vollständig eingefüllt, weitere Erdwerke als Reste einer Vorburg sind obertägig nicht mehr feststellbar.
Das Bayerische Landesamt für Denkmalpflege verzeichnet das Bodendenkmal als mittelalterlichen Burgstall unter der Denkmalnummer D 7-7430-0006.

## Nachweis
1. ↑  Bayerisches Landesamt für Denkmalpflege:  Eintragung (Memento vom 4. März 2016 im Internet Archive)